# Trechus tonitru
Trechus tonitru är en skalbaggsart som beskrevs av Barr. Trechus tonitru ingår i släktet Trechus och familjen jordlöpare. Inga underarter finns listade i Catalogue of Life.